# پاگان با فضیلت

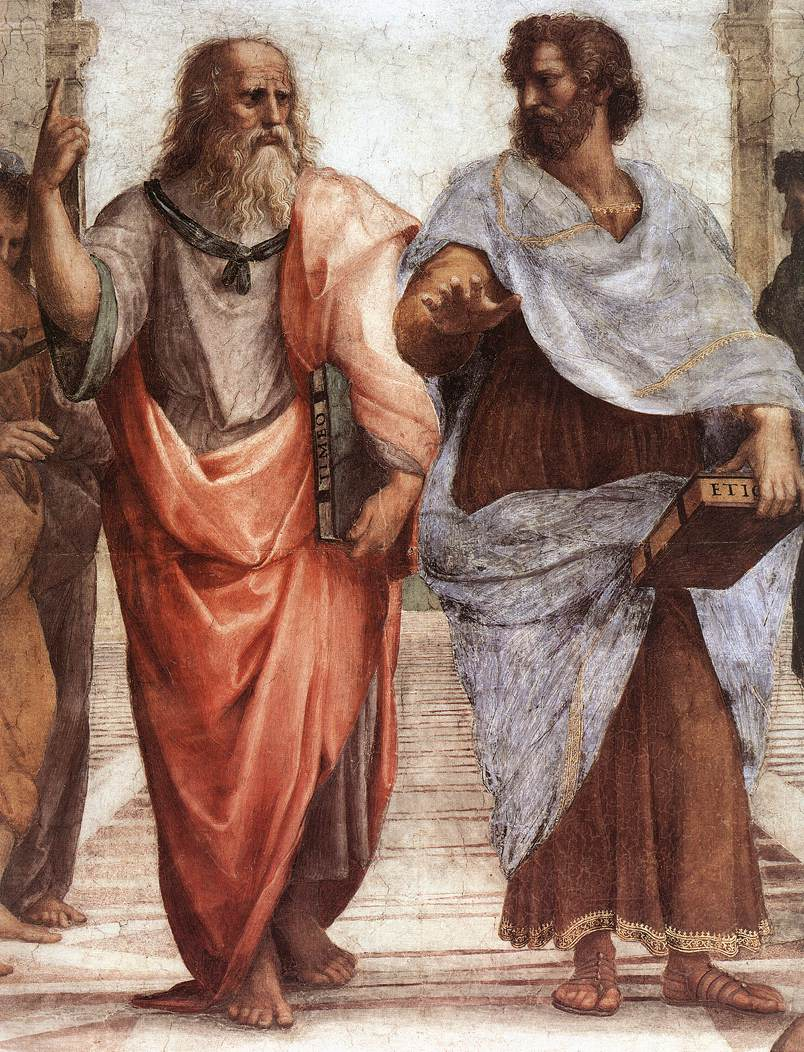
افلاطون و ارسطو، نقاشی دیواری از مکتب آتن (نقاشی) در کاخ حواری، شهر واتیکان

پاگان با فضیلت (انگلیسی: Virtuous pagan) مفهومی در الهیات مسیحی است که به سرنوشت مطلع‌نشدگان می‌پردازد که هرگز به مسیحیت دعوت نشدند و در نتیجه در طول زندگی خود فرصتی برای شناخت مسیح نداشتند، اما با این وجود زندگی‌های نیکو و با فضیلت را هدایت کردند، به طوری که این ایراد به نظر می‌رسد آنها را ملعون دانسته شوند.